# 天壇座η
天壇座η，又名CP-58 6906，HD 151249、SAO 244168、HR 6229，是天壇座的一颗恒星，视星等为3.76，位于銀經329.64，銀緯-9.16，其B1900.0坐标为赤經16h 41m 8.8s，赤緯-58° -9.16′ 46″。